# Isla Larga (Antártida)
La isla Larga es una isla de 6 kilómetros de largo en dirección noreste-suroeste, situada frente a la costa noreste de la península Antártica. Argentina incluye la isla dentro del grupo de la isla James Ross.

## Características
Tiene un kilómetro de ancho, y se localiza frente a la boca del glaciar Russell Este, a cuatro kilómetros al sureste de la península Trinidad, y a 16 kilómetros del cabo Lachman de la isla James Ross, en aguas del canal Príncipe Gustavo. Fue descubierto y nombrado por el British Antarctic Survey (BAS) en 1945. Fue fotografiado desde el aire por el Falkland Islands and Dependencies Aerial Survey Expedition entre 1956 y 1957, y luego recorrido y cartografiado por el BAS entre 1959 y 1960.
El nombre es descriptivo y ha sido traducido al castellano. También en algunos mapas, publicaciones y cartas náuticas, ha aparecido con el nombre Herrstrom.
El 12 de agosto de 1966, en el norte de la isla, el Ejército Argentino instaló el Refugio General Pedernera, dependiente de la base Esperanza. A 2017, el refugio continuaba operativo.

## Reclamaciones territoriales
Argentina incluye a la isla en el departamento Antártida Argentina dentro de la provincia de Tierra del Fuego, Antártida e Islas del Atlántico Sur; para Chile forma parte de la comuna Antártica de la provincia Antártica Chilena dentro de la Región de Magallanes y de la Antártica Chilena; y para el Reino Unido integra el Territorio Antártico Británico. Las tres reclamaciones están sujetas a las disposiciones del Tratado Antártico.
Nomenclatura de los países reclamantes:
- Argentina: isla Larga[3]
- Chile: isla Larga[6]
- Reino Unido: Long Island[5]